# Tadeusz Browicz
Tadeusz Browicz (né le 15 septembre 1847 à Lemberg alors en Autriche-Hongrie - mort le 20 mars 1928 à Cracovie en Pologne) est un médecin polonais.

## Biographie
Il étudie la médecine à l'université Jagellonne de Cracovie entre 1867 et 1872, il obtient son diplôme l'année suivante. Il travaille ensuite en tant qu'assistant à l'Institut d'anatomie pathologique, dirigé alors par le professeur Biesiadecki puis par le professeur Teichmann. Il obtient son habilitation en 1875 et en 1876 après le départ de Biesiadecki, il prend la direction de l'institut.
Il s'occupe particulièrement de la pathologie inflammatoire et des tumeurs, de la bactériologie, de la pathophysiologie sanguine et de la terminologie médicale. En 1874, il décrit un bacille en forme de bâtonnet dans les viscères d'une victime de la fièvre typhoïde, redécouvert en 1880 par l'allemand  Carl Joseph Eberth (de) (1835-1926) et finalement nommé Salmonella typhi.  Growicz publiait en polonais, et sa priorité n'a été maintenue qu'en Pologne en étant oubliée ailleurs.
En 1898 il est le premier à décrire (avant le médecin allemand Karl Wilhelm von Kupffer) les macrophages spécifiques du foie appelés ultérieurement les cellules de Kupffer. L'année suivante il décrit les cellules de la malformation du myocarde. En 1900 il crée la théorie du développement de la jaunisse. Browicz contribue à l'enrichissement de la terminologie médicale polonaise, le fruit de ses travaux est le Dictionnaire médical polonais (Słownik lekarski polski). Il est également le fondateur de la Société d'hygiène de Cracovie.
Tadeusz Browicz s'éteint le 15 septembre 1847. Il est enterré au cimetière Rakowicki à Cracovie.

## Œuvres
- "Pasożyty roślinne w durze jelitowym" (1874)
- "O śródnaczyniowych komórkach we włosowatych krwionośnych naczyniach zrazików wątroby" (1898)
- "Drogi odżywcze w komórce wątrobowej" (1900)
- "Patogeneza żółtaczki" (1900)
- "Szkice anatomiczno-patologiczne" (1921)
- "Uwagi w sprawie nowotworzenia komórek, tkanek, guzów chorobowych" (1924)